# Port lotniczy Sidi Ifni
Port lotniczy Sidi Ifni (IATA: SII, ICAO: GMMF) – port lotniczy położony w mieście Sidi Ifni, w regionie Sus-Masa-Dara, w Maroku.